# Foxit Reader
Foxit Reader je v základní verzi bezplatný program pro čtení PDF souborů. Jeho výhodou oproti Adobe Acrobat je větší rychlost při prohlížení a menší hardwarové nároky pří obdobné nabídce funkcí a ovládání. Program v bezplatné verzi zobrazuje reklamní ikonu v hlavní liště, ta lze ovšem vypnout v nastavení. Foxit Reader nepodporuje některé pokročilé funkce jako jsou třeba PDX soubory (katalogy), což například znemožňuje správné prohlížení některých dokumentací. 
Podobně jako některé dnešní prohlížeče umožňuje prohlížení v záložkách.
Některé funkce a přídavné pluginy lze používat jen v placené verzi.

## Podporované platformy
Od roku 2015 je Foxit Reader dostupný pro Windows Vista a novější, Apple iOS, Windows RT, Android a Windows Phone. Některé starší verze fungují i se staršími Windows 95/98. Dále existuje testovací verze pro Linux, nicméně ta má problémy s některými novějším distribucemi. Existují i verze pro mobilní platformy (Embedded Linux, Windows Mobile/CE).